# Montanhas Great Smoky

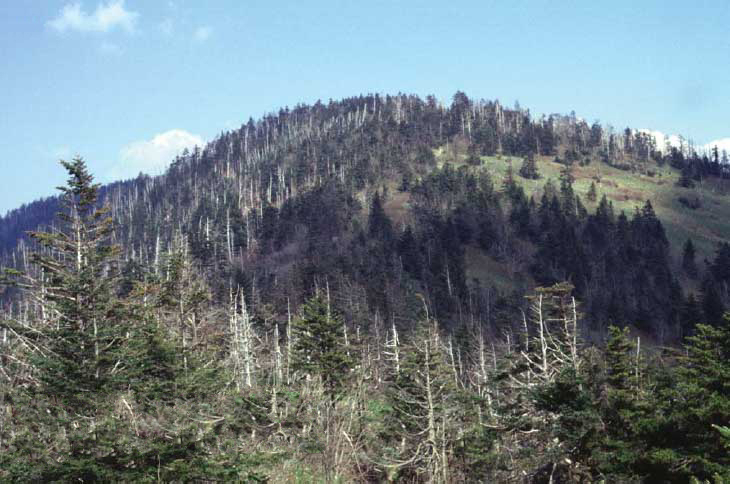
Vista do Clingsmans Dome, o ponto mais alto das Montanhas Great Smoky. Localizado no Tennessee, o pico é também o mais alto do Estado

As Montanhas Great Smoky são uma cordilheira, parte dos Montes Apalaches, localizada nos estados de Tennessee e Carolina do Norte, nos Estados Unidos. O seu pico mais alto é o Clingsmans Dome, com seus 2 024 metros de altitude.